# Alberto Toril
José Alberto Toril Rodríguez (Peñarroya-Pueblonuevo, 7 juli 1973) is een Spaans voetbalcoach. Hij werd in 2016 aangesteld bij Elche CF.

## Spelerscarrière
Alberto Toril doorliep de jeugdacademie van Real Madrid. Hij speelde twee wedstrijden in het eerste elftal. Daarna speelde hij nog bij Celta de Vigo, RCD Espanyol, CF Extremadura, Racing Ferrol, Albacete Balompié en CD Numancia.

## Carrière als coach
Toril begon zijn carrière als coach bij Racing Ferrol en Albacete Balompié waar hij naast jeugdtrainer ook actief speler was. Tussen 2009 en 2011 was hij jeugdtrainer bij Real Madrid.
Begin januari 2011 werd Toril aangesteld als hoofdtrainer van Real Madrid Castilla. Hij kwam in de plaats van de ontslagen Alejandro Menéndez. Op 29 april 2011 werd zijn contract verlengd, nadat hij acht keer op rij won met Castilla en aan de leiding stond in de competitie.
Real Madrids hoofdcoach José Mourinho verklaarde meerdere malen dat zijn relatie met Toril niet optimaal was en dat de samenwerking moeizaam verliep. In 2013 werd Mourinho opgevolgd door Carlo Ancelotti. Op 19 november 2013 werd Toril ontslagen na een 0-6 verlies tegen SD Eibar. Castilla stond op dat moment op een 22e plaats.